# Brunettia mateola
Brunettia mateola és una espècie d'insecte dípter pertanyent a la família dels psicòdids que es troba a Àsia: l'illa de Mindanao (les illes Filipines).